# Kassenärztliche Vereinigung Nordrhein
Die Kassenärztliche Vereinigung Nordrhein (KVNO) ist eine der insgesamt 17 Kassenärztlichen Vereinigungen (KVen) in Deutschland. 
Als Körperschaft des öffentlichen Rechts vertritt die KVNO die Interessen ihrer Mitglieder, der fast 23.200 im Landesteil Nordrhein von Nordrhein-Westfalen niedergelassenen Vertragsärzte und -psychotherapeuten, gegenüber Politik, Krankenkassen und Öffentlichkeit. Gleichzeitig erfüllt sie als hoheitlich handelnde Behörde die ihr vom Bundesgesetzgeber übertragenen Aufgaben der Sicherstellung und Gewährleistung.
Die KVNO unterliegt der Rechtsaufsicht des Ministeriums für Arbeit, Gesundheit und Soziales des Landes Nordrhein-Westfalen, entscheidet aber in eigener Zuständigkeit im Rahmen der Vorgaben durch das Fünfte Sozialgesetzbuch (SGB V) über ihre Angelegenheiten. Die Verwaltungskosten der KVNO werden durch die Verwaltungskostenumlage ihrer Mitglieder getragen.

## Mitgliedschaft
Alle zur vertragsärztlichen Tätigkeit zugelassenen Ärztinnen und Ärzte, ärztlichen und psychologischen Psychotherapeutinnen und -therapeuten sowie Kinder- und Jugendlichenpsychotherapeutinnen und -therapeuten sind Mitglieder ihrer Kassenärztlichen Vereinigung. Die Mitgliedschaft ist durch § 77 Abs. 5 SGB V gesetzlich begründet, so dass eine Pflichtmitgliedschaft besteht. Ein Austritt aus der Körperschaft ist daher immer auch zwangsläufig mit dem Verzicht auf die Zulassung zur vertragsärztlichen oder vertragspsychotherapeutischen Tätigkeit verbunden.

## Räumliche Zuständigkeit
Nordrhein-Westfalen ist das einzige Bundesland mit zwei Kassenärztlichen Vereinigungen, der KV Nordrhein in den Regierungsbezirken Düsseldorf und Köln und der Kassenärztlichen Vereinigung Westfalen-Lippe.
Die KVNO ist zuständig für folgende Regionen:
- Bezirk Düsseldorf mit Kreisstellen in Duisburg, Düsseldorf, Essen, Kleve, Krefeld, Mettmann, Mönchengladbach, Mülheim, Neuss, Oberhausen, Remscheid, Solingen, Viersen, Wesel und Wuppertal
- Bezirk Köln mit den Kreisstellen Stadt Aachen, Kreis Aachen, Bonn, Düren, Euskirchen, Heinsberg, Köln, Leverkusen, Oberbergischer Kreis, Rhein-Erft-Kreis, Rhein-Sieg-Kreis und Rheinisch-Bergischer Kreis.[6]

## Aufgaben
Als Körperschaft öffentlichen Rechts ist die KV Nordrhein einerseits Dienstleistungsorganisation und Interessenvertretung für ihre Mitglieder. Andererseits übt sie die Aufsichts- und Disziplinarfunktion gegenüber ihren Mitgliedern aus (Gewährleistungsauftrag). Dazu kommen weitere hoheitliche Aufgaben. Die KVNO gewährleistet durch Verträge mit den Verbänden der Krankenkassen die ambulante Versorgung in ihrem Zuständigkeitsbereich (Sicherstellungsauftrag) und stellt die Qualität sicher (Qualitätssicherung).

### Sicherstellungsauftrag
Der Gesetzgeber hat der Ärztlichen Selbstverwaltung – also den 17 Kassenärztlichen Vereinigungen (KVen) in den Bundesländern sowie der Kassenärztlichen Bundesvereinigung – die Sicherstellung der vertragsärztlichen Versorgung übertragen (Sicherstellungsauftrag gemäß § 72 / § 75 SGB V). Seit 1999 zählt dazu neben der ambulanten haus- und fachärztlichen auch die psychotherapeutische Versorgung. Die KVen haben zusammen mit den Krankenkassen als Partner in der Gemeinsamen Selbstverwaltung dafür zu sorgen, dass alle gesetzlichen Vorgaben des SGB V korrekt umgesetzt werden.
Innerhalb des gesetzlichen Rahmens haben KVen und Krankenkassen in den einzelnen Ländern die Möglichkeit, die ambulante Versorgung gemäß regionalen Bedürfnissen auszugestalten. Allerdings haben Kassenärztliche Vereinigungen und Krankenkassen nicht völlig freie Hand: Neben den gesetzlichen Bestimmungen gibt es auch noch eine Vielzahl weiterer Regelungen zu beachten, die bundesweit Gültigkeit haben: so etwa die Beschlüsse des Gemeinsamen Bundesausschusses (G-BA) zur Bedarfsplanung. Darin wird beispielsweise geregelt, wie viele Ärzte oder Psychotherapeuten welcher Fachrichtung sich in bestimmten Regionen maximal niederlassen dürfen. Vorgaben aus der bundesweit gültigen Bedarfsplanungs-Richtlinie sind für die KVNO zwingend zu berücksichtigen.
Die KV Nordrhein gestaltet die ambulante Versorgung für die ca. 8,5 Millionen gesetzlich Krankenversicherten und ihre Angehörigen (Stand: 1. Juli 2024) des Landesteils Nordrhein während und außerhalb der üblichen Sprechstundenzeiten gemäß dem Sicherstellungsauftrag. 

### Interessensvertretung
Als Interessenvertretung der über 23.000 im Landesteil Nordrhein niedergelassenen Vertragsärzte und -psychotherapeuten handelt die KV Nordrhein auf Grundlage bundesweiter Gesetze und Standards mit den regionalen Krankenkassen Verträge über Struktur und Vergütung der ambulanten Versorgung in ihrem Zuständigkeitsbereich aus. Außerdem werden spezielle Verträge abgeschlossen, die auf die Weiterentwicklung der ambulanten Versorgung zielen, zum Beispiel auf die Behandlung chronischer Erkrankungen durch strukturierte Behandlungsprogramme (Disease-Management-Programme).

### Honorarverhandlungen mit Krankenkassen
Die KVNO verhandelt mit den Krankenkassen – auf Basis der Vorgaben aus den Verhandlungen von Kassenärztlicher Bundesvereinigung und Spitzenverband Bund der Krankenkassen – das Gesamthonorar für alle ambulant erbrachten ärztlichen und psychotherapeutischen Leistungen und schließt Honorarverträge über die für die ambulante Versorgung zu zahlende Gesamtvergütung. 
Die Verteilung der von den Krankenkassen bereitgestellten Gesamtvergütung erfolgt nach dem Honorarverteilungsmaßstab (HVM). Dieser wird von der Vertreterversammlung der KV Nordrhein auf der Grundlage der Vorgaben der Kassenärztlichen Bundesvereinigung beschlossen.

### Gewährleistungsauftrag
Nach dem Gewährleistungsprinzip ist die KV Nordrhein gegenüber den Krankenkassen dafür verantwortlich, dass alle vertragsärztlichen und -psychotherapeutischen Leistungen nach Gesetz und Vertrag erbracht werden. Insbesondere kontrolliert sie die Abrechnungen ihrer Mitglieder und wacht über die Qualität der Arbeit von Vertragsärzten und -psychotherapeuten.

## Organisation

### Vertreterversammlung
Die Vertreterversammlung (VV) repräsentiert alle Mitglieder der KV Nordrhein. Sie kann mit einem Parlament verglichen werden
Das Gremium wählt den zweiköpfigen hauptamtlichen Vorstand der KV Nordrhein und dessen Vorsitzenden. Zudem besetzt die VV Fachausschüsse wie den Haupt- und Haushaltsausschuss. Sie entscheidet unter anderem über die Organisation der KV Nordrhein, die Satzung und den Haushaltsplan.

### Vorstand
Der Vorstand der KV Nordrhein wird von der Vertreterversammlung gewählt. Der Vorstand führt die Geschäfte, vertritt die KV  gerichtlich und außergerichtlich.